# Monstra vs. Vetřelci
Monstra vs. Vetřelci (v anglickém originále Monsters vs. Aliens) jsou americký animovaný film studia DreamWorks Animation.
Susan Murphyová (Reese Witherspoonová) je v den její svatby s reportérem předpovědi počasí Derekem Dietlem (Paul Rudd) zasažena meteoritem. Meteorit ji vystaví látce quantonium, následně naroste do ohromné výšky a to ji rozhodí ještě o něco víc. Poté je převezena do tajného zařízení pro monstra kde dostane jméno Enormika.

## Dabing
| Hana Ševčíková     | Susan Murphy     |
| Michal Holán       | Derek            |
| Michal Novotný     | BOB              |
| Jiří Knot          | dr. Šváb         |
| Marek Libert       | Chybějící Článek |
| Libor Hruška       | gen. MacBomba    |
| Ladislav Cigánek   | Galaxar, klony   |
| Zbyšek Pantůček    | prezident        |
| Martina Hudečková  | Wendy            |
| Jiří Hromada       | Carl             |
| Alena Procházková  | Rita             |
| Jaroslav Kaňkovský | Smith            |
| Jan Maxián         | Cuthbert         |
| Tereza Chudobová   | Katie            |
| Svatopluk Schuller | Jerry            |
| Jitka Moučková     | počítač          |
| Petr Burian        | Ben              |
| Pavel Šrom         | Ortega           |
| Tomáš Borůvka      | Jackson          |
| Tomáš Juřička      | Wedgie           |
| Bohuslav Kalva     | Hawk             |

Další hlasy: Jan Kalous, Helena Brabcová, Libor Terš, Jolana Smyčková, Nikola Votočková, Radka Malá, Ivan Jiřík & Petra Jindrová Lupínková